# 필리핀 표준시

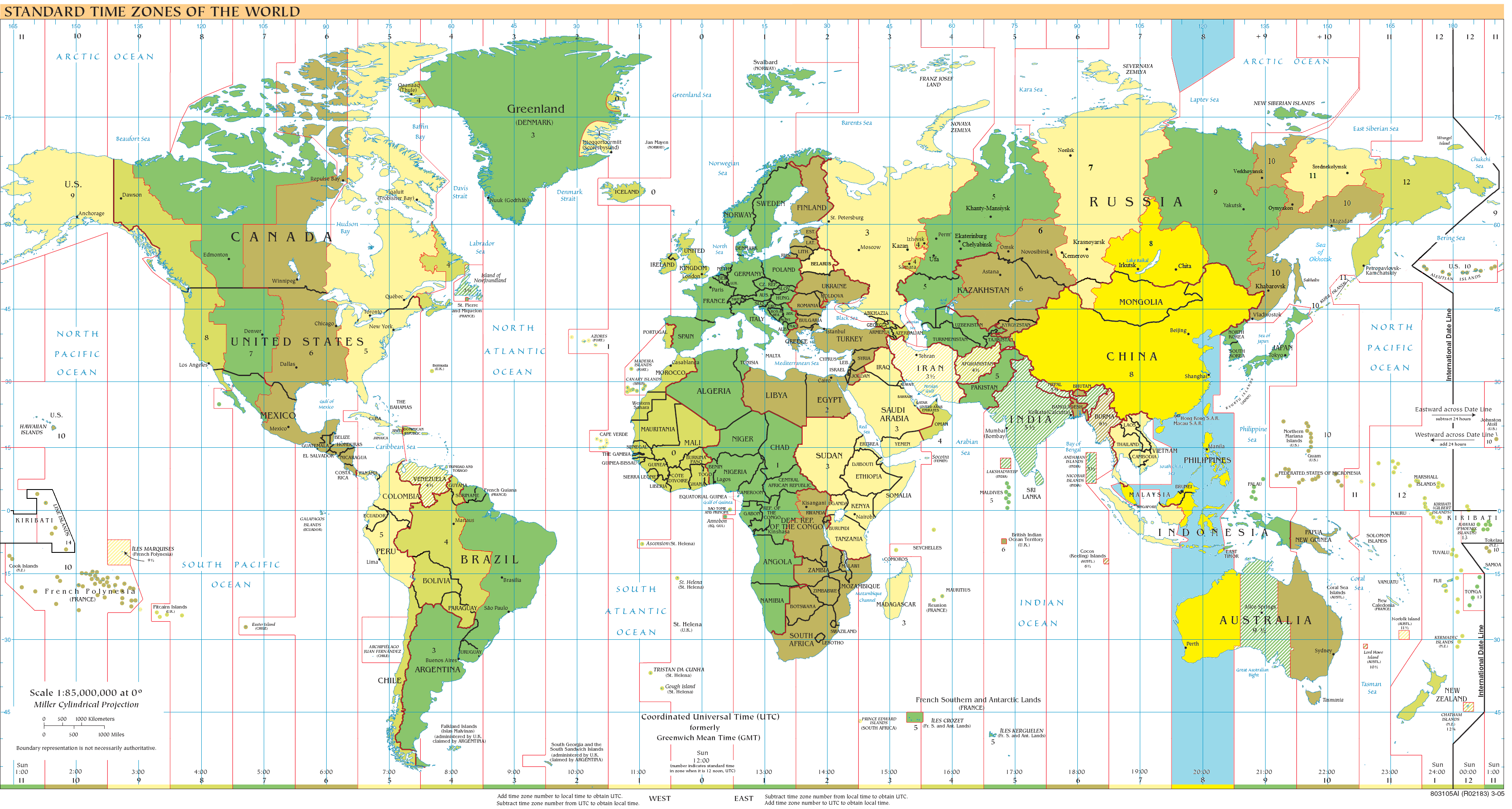
UTC+08:00을 사용하는 국가는 노란색으로 표시되어 있다.

필리핀 표준시(Philippine Standard Time, PST 또는 PhST, 필리핀어: Pamantayang Oras ng Pilipinas)는 필리핀 시간(Philippine Time, PHT)이라고도 알려져 있으며 필리핀에서 사용되는 시간대의 공식 명칭이다. 이 국가는 UTC+08:00 오프셋으로 단일 시간대만 사용하지만 1990년 7월 28일까지 20세기의 짧은 기간 동안 일광 절약 시간제를 사용했다.

## 같이 보기
- 아세안 공통 표준시
- 날짜 변경선